# Claude Ferdinand Gaillard
Claude Ferdinand Gaillard (París, 7 de enero de 1834-París, 27 de enero de 1887 fue un grabador y pintor francés.

## Datos biográficos y obra
Fue discípulo de Léon Cogniet e ingresó en la Escuela de Bellas Artes de París. Ganó el Premio de Roma por grabado.
Gaillard tuvo un estilo con personalidad propia y fue un innovador en el arte del grabado lo que hizo que se le considerara uno de los mayores grabadores del siglo XIX.
Su novedosa manera era grabar con líneas trazadas con suavidad y delicadeza, unidas estrechamente entre sí logrando un fuerte realismo en los rostros descritos con detalles de arrugas, marca en la piel y pliegues.
Sus retratos del monje Prosper Guéranger, de Pío IX y León XIII son considerados obras maestras.